# Batracomorphus pilumnus
Batracomorphus pilumnus är en insektsart som beskrevs av Knight 1983. Batracomorphus pilumnus ingår i släktet Batracomorphus och familjen dvärgstritar. Inga underarter finns listade i Catalogue of Life.